# Dartmouth Bridge
Die Dartmouth Bridge ist eine Kastenträgerbrücke, die den Mississippi River in Minneapolis, Minnesota zwischen Cedar-Riverside und dem Campus der University of Minnesota überspannt. Sie wurde von Parsons Brinckerhoff und Quade and Douglas entworfen und 1964 errichtet.
Die Brücke hat im Vergleich zu den anderen Querungen des Mississippi Rivers in der näheren Umgebung ein unübliches Aussehen. Jedoch befahren täglich mehr Fahrzeuge diese Brücke als jede andere Strecke in Minnesota; zwischen dem Zentrum von Minneapolis und Saint Paul fahren auf der Interstate 94 rund 167.000 Fahrzeuge täglich. Die etwa 38 m langen, 148 Short ton schweren Kastenträger wurden in Gary, Indiana vorgefertigt und per Lastkahn im Oktober 1963 den Mississippi River stromaufwärts transportiert.
Bis Anfang August führte die Brücke jeweils vier Fahrstreifen in beide Richtungen über den Fluss. Jeweils eine Spur davon dient zum Verzögern oder Beschleunigen an den Anschlussstellen Huron Boulevard (Ostufer) beziehungsweise Riverside Avenue (Westufer).  Nach dem Einsturz der Interstate-35W-Mississippi-River-Brücke wurde eine Umleitung des Verkehrs eingerichtet, die über einen etwa fünf Kilometer langen Abschnitt der I-94 mit der Dartmouth Bridge führt, bevor sie dann über den Minnesota State Highway 280 nach Norden führt. Um die zusätzliche Verkehrsbelastung aufnehmen zu können, wurden die beiden Richtungsfahrbahnen neu markiert; es führen seit Ende August 2007 nun fünf Fahrspuren in beide Richtungen über die Brücke.